# White Rabbits (artisti)

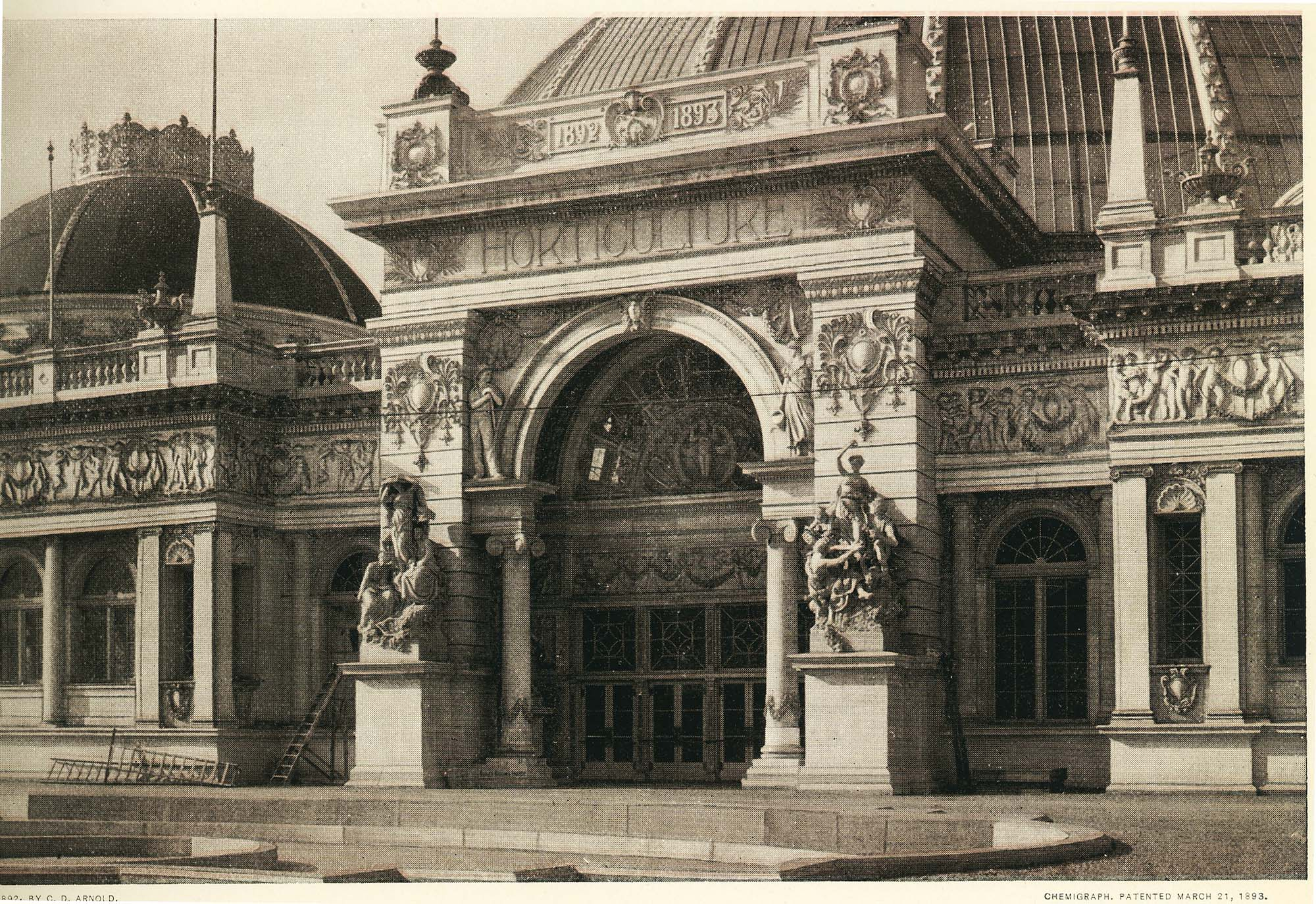
Facciata dell'Horticultural Building della Fiera Colombiana di Chicago su cui sono presenti sculture realizzate da Lorado Taft e le White Rabbits (1893).

White Rabbits fu un gruppo di giovani scultrici che, insieme al loro maestro Lorado Taft, decorarono la Fiera Colombiana di Chicago del 1893.

## Storia
Nel 1891, Lorado Taft, un docente di storia dell'arte che aveva istruito molte talentuose studentesse del Chicago Art Institute, assunse Julia Bracken Wendt, Carol Brooks MacNeil, Bessie Potter Vonnoh, Zulime Taft ed Enid Yandell in qualità di assistenti per creare le sculture ornamentali degli Horticultural Building della Fiera Colombiana di Chicago. Nell'autunno dello stesso anno, quando i lavori erano già iniziati, si aggiunse al gruppo Janet Scudder, seguita da Ellen Rankin Copp, Helen Farnsworth Mears e Mary Lawrence Tonetti. Quando Taft chiese al capo architetto della Fiera di Chicago Daniel Burnham se poteva far lavorare delle donne (una cosa inconsueta per l'epoca), quest'ultimo asserì «ingaggia chiunque, anche dei conigli bianchi, basta che eseguano il lavoro». Da qui il gruppo decise di chiamarsi, per l'appunto, "White Rabbits", ovvero "conigli bianchi".
Dal 1891 al 1893, la maggior parte delle White Rabbits convissero in una piccola abitazione di Chicago e lavorarono insieme nel centro fieristico. Il loro "Girl Studio" fu visitato da numerosi architetti, pittori e politici e diversi giornali iniziarono a documentare l'esistenza del gruppo di artiste: uno di essi, il Chicago Times Herald, riportò che le White Rabbits erano, «in un certo senso, le migliori lavoratrici dell'Esposizione colombiana». Il laboratorio delle White Rabbits era composto esclusivamente da donne, e ciò spinse molti a chiedersi se esse sarebbero mai state in grado di portare a termine il faticoso lavoro che era stato loro assegnato.